# Ластовский, Максим Онуфриевич
Максим Онуфриевич Ластовский (1905—1988) — гвардии старший сержант Рабоче-крестьянской Красной Армии, участник Великой Отечественной войны, Герой Советского Союза (1945).

## Биография
Максим Ластовский родился 20 мая 1905 года в селе Михайловка (ныне — Драбовский район Черкасской области Украины). После окончания начальной школы работал в колхозе. В августе 1941 года Ластовский был призван на службу в Рабоче-крестьянскую Красную Армию. С того же года — на фронтах Великой Отечественной войны. К апрелю 1945 года гвардии старший сержант Максим Ластовский был помощником командира сапёрного взвода 54-го гвардейского сапёрного батальона 1-го гвардейского механизированного корпуса 4-й гвардейской армии 3-го Украинского фронта. Отличился во время штурма Вены.
13 апреля 1945 года Ластовский вместе с группой из пяти бойцов (Андрей Кульнев, Григорий Москальчук, Фёдор Минин, Андрей Золкин, Николай Борисов) проник во вражеский тыл и атаковал немецкое охранение у Имперского моста через Дунай. Несмотря на ожесточённое сопротивление противника, группа Ластовского успешно разминировала 76 зарядов, благодаря чему мост был спасён.
Указом Президиума Верховного Совета СССР от 29 июня 1945 года за «смелость, отвагу и мужество, проявленные в операции по захвату Имперского моста через Дунай в Вене, его разминированию и удержанию» гвардии старший сержант Максим Ластовский был удостоен высокого звания Героя Советского Союза с вручением ордена Ленина и медали «Золотая Звезда» за номером 8833.
После окончания войны Ластовский был демобилизован. Проживал в родном селе, работал председателем сельского совета. Погиб 1 июня 1988 года.
Был также награждён двумя орденами Отечественной войны 1-й степени и рядом медалей.